# Агрианома
Агриано́ма (др.-греч. Ἀγριανόμη) — дочь богини Персефоны и её супруга Аида в древнегреческой мифологии.
Супруг Агрианомы стал некий Одоэдокус и у них родился сын Оилей.